# Diahann Carroll
Pour les articles homonymes, voir Carroll.
Diahann Carroll, nom de scène de Carol Diahann Johnson, née le 17 juillet 1935 dans le Bronx (New York) et morte le 4 octobre 2019 à Los Angeles (Californie), est une actrice et chanteuse américaine.
Elle est considérée comme une pionnière en tant qu'actrice et chanteuse afro-américaine à la télévision américaine.
Elle se fait remarquer dans des productions de Broadway et remporte le Tony Award de la meilleure actrice dans une comédie musicale, en 1962, grâce à sa performance dans No Strings.
En 1975, elle est nommée à l'Oscar de la meilleure actrice grâce à son interprétation dans la comédie dramatique Claudine de John Berry.
Mais elle se fait surtout connaître par les séries télévisées Julia (1968-1971) et Dynastie (1984-1987), ce qui lui vaut le Golden Globe de la meilleure actrice dans une série télévisée, pour la première, et une notoriété à l'international, pour la seconde.
Plus récemment, elle restait active à la télévision en jouant dans de nombreux téléfilms et en ayant des rôles réguliers dans les séries Grey's Anatomy (2006-2007) et FBI : Duo très spécial (2009-2014).

## Biographie
Née à New York dans le Bronx, en 1935. Elle débute dans le mannequinat à l'âge de 15 ans. Elle se fait remarquer grâce à sa participation à un  jeu télévisé, en 1954.

### Carrière

#### Cinéma, théâtre et télévision: La révélation

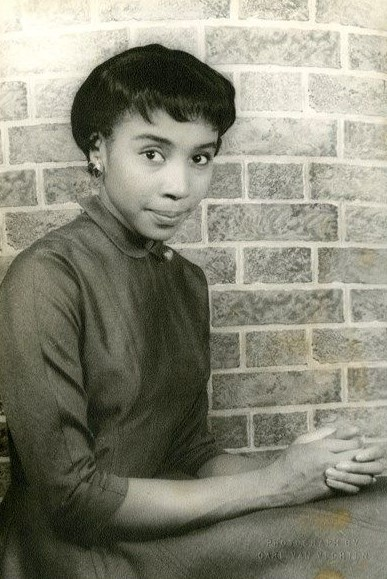
Photographiée par Carl Van Vechten en 1955.

Diahann Carroll commence sa carrière dans les années 1950, au cinéma, notamment grâce au réalisateur Otto Preminger. En effet, le cinéaste la dirige dans les productions remarquées Carmen Jones (1954) et Porgy and Bess (1959).
En 1962, elle devient la première femme noire à remporter un Tony Awards grâce à son interprétation dans No Strings, une pièce qui mettait en scène une romance interraciale entre un mannequin et un écrivain.
Ses débuts en 1968 dans Julia, la première série télévisée américaine montrant une femme noire dans le rôle d'une infirmière veuve (le mari étant décédé au Vietnam) qui élève, seule, son jeune fils, marquent un tournant dans sa carrière et dans le collectif. En effet, les actrices afro-américaines étaient souvent reléguées à des rôles secondaires ou des rôles stéréotypés de domestiques,.
Évitant soigneusement d'aborder les thématiques sociales ou raciales, très sensibles à l'époque aux États-Unis, le show était autant suivi par les téléspectateurs blancs que noirs.

« Je ne croyais vraiment pas que cette série allait marcher (...). Nous avons présenté au pays une femme noire de la classe moyenne élevée, élevant seule son enfant, dont l'histoire ne tourne pas autour de la souffrance dans le ghetto. »

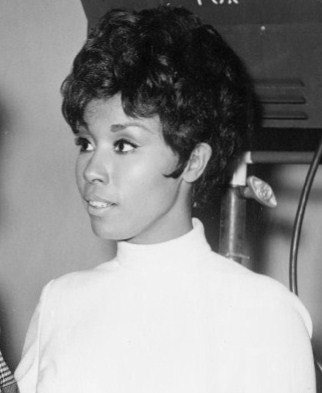
1968, l'année où elle devient la première héroïne afro-américaine à la télévision grâce à la sitcom Julia.

Ce rôle lui a valu le Golden Globe Award de la Meilleure actrice dans une série télévisée en 1969 et une nomination pour un Primetime Emmy Award de la meilleure actrice dans une série télévisée comique, la même année. Certains de ses travaux précédents comprenaient également des apparitions aux côtés de Jack Paar, Merv Griffin, Johnny Carson, Judy Garland et Ed Sullivan, ainsi que dans l’émission de variétés The Hollywood Palace.

#### Consécration
Tout au long de sa carrière, Diahann Carroll a été récipiendaire de nombreuses nominations et récompenses. Elle a reçu une proposition à l'Oscar de la meilleure actrice pour le film Claudine de 1974, dans lequel elle donne la réplique à James Earl Jones et Lawrence Hilton-Jacobs, sous la direction de John Berry. Elle y incarne une mère isolée qui s'occupe de ses six enfants à Harlem. Ce qui fait d'elle la quatrième actrice noire à prétendre à cette récompense, qui sera finalement remporté par Halle Berry, en 2002.
Elle tournera à nouveau sous la direction de John Berry, pour le téléfilm Sister, Sister, en 1982. Elle y partage la vedette aux côtés de Rosalind Cash et Irene Cara mais aussi Paul Winfield et Dick Anthony Williams.   

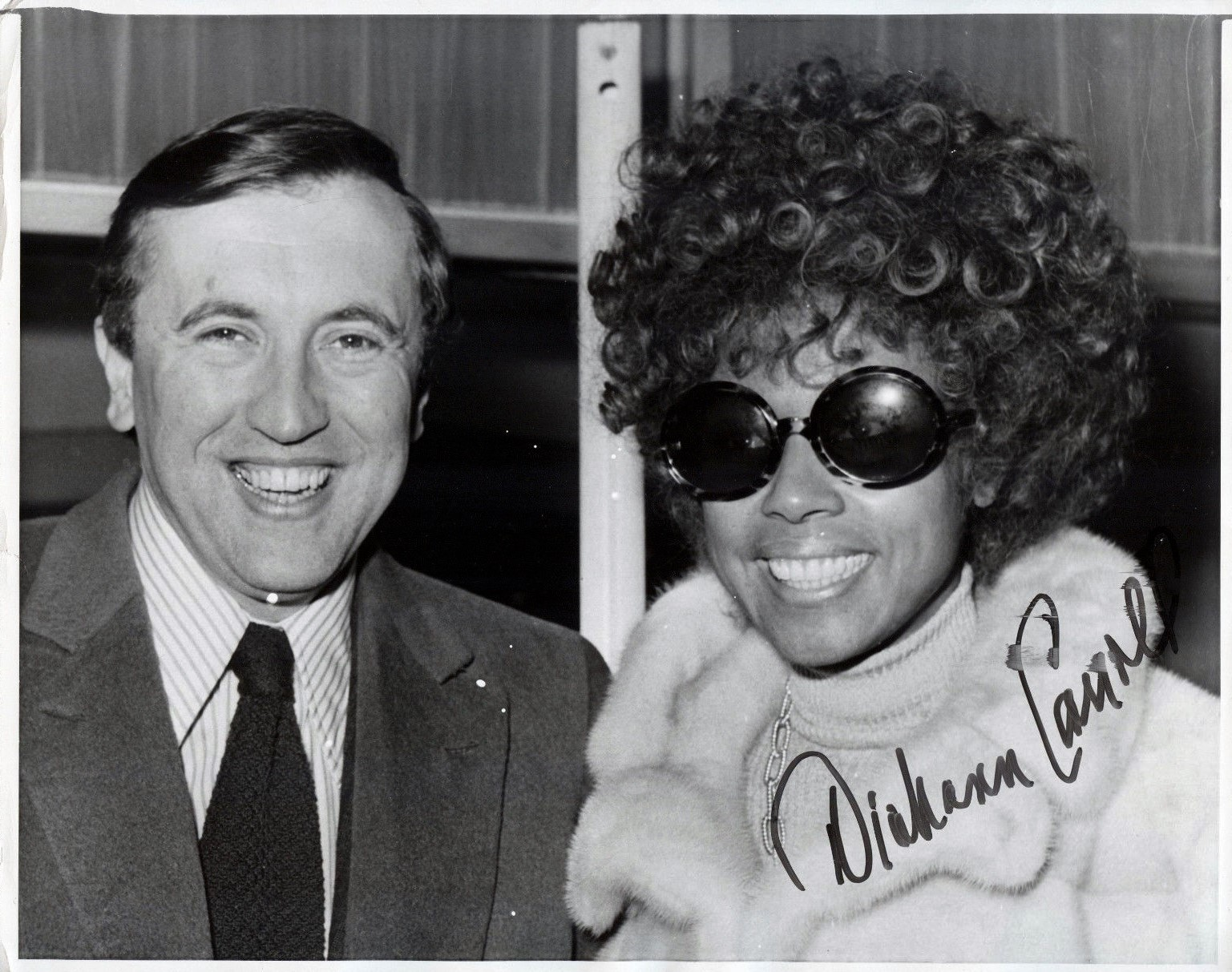
David Frost et Diahann Carroll, en 1971

Dans les années 1980, c'est le rôle d'une diva métisse dans le feuilleton Dynastie qui accroît nettement sa célébrité au niveau international. En effet, c'est en 1984, qu'elle rejoint le feuilleton Dynastie comme la diva de jet-set métisse Dominique Deveraux, demi-sœur de Blake Carrington, joué par John Forsythe. Son rôle de premier plan dans Dynastie l'a également réunie avec son camarade d'école Billy Dee Williams, qui a brièvement joué son mari à l'écran, Brady Lloyd. Elle intègre la distribution régulière à partir de la quatrième saison, après avoir insisté auprès du célèbre producteur hollywoodien Aaron Spelling. Pour ce rôle taillé sur mesure, pour lequel elle doit faire face à Joan Collins, l'actrice déclarera :

« Je veux être riche et impitoyable. Je veux être la première garce noire à la télé. »

Diahann Carroll est restée dans la série jusqu'en 1987, faisant plusieurs apparitions simultanément sur son spin-off de courte durée, The Colbys.
Elle a reçu sa troisième nomination aux Emmy Awards en 1989 pour le rôle récurrent de Marion Gilbert dans Campus Show, dans la catégorie de la meilleure actrice invitée dans une série télévisée comique.

#### Rôles réguliers
En 1991, Carroll a joué le rôle d'Eleanor Potter, l'épouse de Jimmy Potter, interprété par Chuck Patterson, dans The Five Heartbeats, un film dramatique musical dans lequel Jimmy dirige un groupe vocal. Dans ce rôle, Diahann Carroll était une épouse protectrice et soucieuse aux côtés de l'acteur et musicien Robert Townsend, Michael Wright et d'autres.
En 1995, elle redonne la réplique à Billy Dee Williams pour la mini-série du réseau CBS, Lonesome Dove, elle incarnait Mme Greyson, l'épouse du personnage de Williams. Cette production est adaptée du roman éponyme de Larry McMurtry, qui permit à l'auteur de remporter le prix Pulitzer en 1985. Il s'agit de la première série dérivée de l'univers de Lonesome Dove, quatre lui succéderont : La Loi des justes (1993), Le Crépuscule (1995), Les Jeunes Années (1996) et Comanche Moon (2008).
En 1996, Diahann Carroll a joué le rôle de Norma Desmond, star du cinéma muet, dans la production canadienne de la version musicale du film classique par Andrew Lloyd Webber, Sunset Boulevard.
En 2001, Diahann Carroll a fait ses débuts dans l’animation et le doublage avec La Légende de Tarzan, dans lequel elle a interprété Queen La, une sorcière maléfique et souveraine de la ville antique d’Opar.
Entre 2006 et 2007, elle est apparue dans le drame médical télévisé à succès Grey's Anatomy dans le rôle de Jane Burke, la mère exigeante du Dr. Preston Burke. Grâce à son interprétation, elle reçoit sa quatrième proposition pour un Primetime Emmy Awards, cette fois-ci dans la catégorie de la meilleure actrice invitée dans une série télévisée dramatique.
En décembre 2008, Diahann Carroll intègre la distribution récurrente de la série policière FBI : Duo très spécial du réseau USA Network. La série est portée par Matthew Bomer, Tim DeKay et Tiffani Thiessen. Elle y incarne le personnage de June, jusqu'en 2014.
En 2010, Diahann Carroll a figuré dans le documentaire sur le cancer du sein d’UniGlobe Entertainment intitulé 1 a Minute. La même année, elle joue le rôle de Nana dans deux téléfilms du réseau Lifetime : Patricia Cornwell : Tolérance zéro et Trompe l’œil, des adaptations cinématographiques de deux romans de Patricia Cornwell. Elle y seconde Andie MacDowell.
En 2011, elle est intronisée au US Television Hall of Fame. Durant cette période, elle joue un rôle régulier dans la web-série, inédite en France, Diary of a Single Mom avec Monica Calhoun.
En 2013, après plus de 15 ans d'absence, elle joue dans la comédie romantique qui divise la critique Peeples aux côtés de Craig Robinson et Kerry Washington. Son dernier rôle dans un long métrage fut pour le film d'action canadien The Masked Saint, sorti en 2016. Il s'agit d'une production mal reçue, dans laquelle Carroll donne la réplique à Lara Jean Chorostecki et Roddy Piper.

### Mort
Un cancer du sein a été diagnostiqué à Diahann Carroll en 1997. Elle a déclaré que le diagnostic l'avait « assommée » parce qu'il n'y avait pas d'antécédents familiaux de cancer du sein et qu'elle avait toujours mené une vie saine. Elle a subi neuf semaines de radiothérapie et était en rémission depuis. Elle a fréquemment parlé de la nécessité d'un dépistage précoce et de la prévention de la maladie.
Diahann Carroll est morte d'un cancer du sein le 4 octobre 2019 à Los Angeles,,. De nombreuses personnalités lui rendront alors hommage comme Tyler Perry, Halle Berry et Jada Pinkett Smith mais aussi Oprah Winfrey, Ava DuVernay, Shonda Rhimes, Kerry Washington, Niecy Nash, Dionne Warwick, Vanessa Lynn Williams, Debbie Allen, Lee Daniels et d'autres.

### Vie privée
Mariée à quatre reprises, elle a une fille, Suzanne, née en 1960. La comédienne a aussi défrayé la chronique en ayant une liaison avec l'acteur Sidney Poitier alors que celui-ci était encore marié.

## Théâtre - Broadway
Sauf indication contraire ou complémentaire, les informations mentionnées dans cette section proviennent de la base de données IBDb.
- 1954-1955 : House of Flowers : Ottilie alias Violet
- 1962-1963 : No Strings : Barbara Woodruff
- 1982-1983 : Agnes of God : Dr Martha Livingstone

## Filmographie

### Cinéma

#### Longs métrages
- 1954 : Carmen Jones d'Otto Preminger : Myrt
- 1959 : Porgy and Bess d'Otto Preminger : Clara
- 1961 : Aimez-vous Brahms… (Goodbye Again) d'Anatole Litvak : Night Club Singer
- 1961 : Paris Blues de Martin Ritt : Connie Lampson
- 1967 : Que vienne la nuit (Hurry Sundown) d'Otto Preminger : Vivian Thurlow
- 1968 : Le crime, c'est notre business (The Split) de Gordon Flemyng : Ellie Kennedy
- 1974 : Claudine de John Berry : Claudine
- 1990 : Mo' Better Blues de Spike Lee : Jazz Club Singer (non créditée)
- 1991 : The Five Heartbeats de Robert Townsend : Eleanor Potter
- 1997 : Le Secret du bayou (Eve's Bayou) de Kasi Lemmons : Elzora
- 2013 : Peeples (Eve's Bayou) de Tina Gordon Chism : Nana Peeples
- 2016 : The Masked Saint de Warren P. Sonoda : Mme Edna

### Télévision

#### Séries télévisées
- 1955 : General Electric Theater : Anna (1 épisode)
- 1960 : Peter Gunn de Blake Edwards : Dina Wright (1 épisode)
- 1962 : Naked City : Ruby Jay (1 épisode)
- 1963 : The Eleventh Hour (en) : Stella Young (1 épisode)
- 1968 - 1971 : Julia : Julia Baker (86 épisodes)
- 1977 : La croisière s'amuse : Roxy Blue (1 épisode)
- 1979 : Racines 2 : Zenitha Haley (mini-série, 1 épisode)
- 1984 - 1987 : Dynastie : Dominique Deveraux (saisons 4 à 7, 81 épisodes)
- 1989 - 1993 : Campus Show : Marion Gilbert (9 épisodes)
- 1993 : The Sinbad Show : Mrs. Winters (1 épisode)
- 1994 : L'Homme à la Rolls : Grace Gibson (1 épisode)
- 1994 : Evening Shade : Ginger (1 épisode)
- 1994 - 1995 : Lonesome Dove : Ida Grayson (mini-série, 7 épisodes)
- 1995 : ABC Weekend Specials : la narratrice (1 épisode)
- 1995 : Les Anges du bonheur : Grace Willis (1 épisode)
- 1999 : Destins croisés : Jael (2 épisodes)
- 2000 : Happily Ever After: Fairy Tales for Every Child : Crow (voix, 1 épisode)
- 2001 : La Légende de Tarzan : Queen La (voix, 3 épisodes)
- 2002 : The Court : Justice DeSett
- 2002 : Half and Half : grand-mère Ruth Thorne (1 épisode)
- 2003 : La Vie avant tout : Eve Morton (1 épisode)
- 2003 : Whoopi : Viveca Rae (1 épisode)
- 2003 - 2004 : Soul Food : tante Ruthie (1 épisode)
- 2006 - 2007 : Grey's Anatomy : Jane Burke (5 épisodes)
- 2008 : Back to You : Sandra Jenkins (1 épisode)
- 2009 - 2014 : FBI : Duo très spécial (White collar): June (saisons 1 à 6, 25 épisodes)
- 2010 - 2011 : Diary of a Single Mom : Dr Cole, la thérapeute (web-série, 7 épisodes)

#### Téléfilms
- 1975 : Death Scream (en) de Richard T. Heffron : Betty May
- 1978 : Au temps de la guerre des étoiles de Steve Binder et David Acomba : Mermeia Holographic Wow
- 1979 : Je sais pourquoi chante l'oiseau en cage de Fielder Cook : Vivian
- 1982 : Sister, Sister de John Berry : Carolyne Lovejoy
- 1989 : Retour de l'au-delà de Paul Wendkos : Maggie
- 1990 : Meurtre en noir et blanc de Robert Iscove : Margo Stover
- 1991 : Sunday in Paris de Hugh Wilson : Vernetta Chase
- 1994 : A Perry Mason Mystery: The Case of the Lethal Lifestyle d'Helaine Head : Lydia Bishop
- 1998 : The Sweetest Gift de Stuart Margolin : Mrs. Wilson
- 1999 : Having Our Say: The Delany Sister's First 100 Years de Lynne Littman : Sadie Delany
- 1999 : Jackie's Back! de Robert Townsend : Diahann Carroll
- 2000 : The Courage to Love de Kari Skogland : Pouponne
- 2000 : Sally Hemings: An American Scandal de Charles Haid : Betty Hemings
- 2000 : Livin' for Love: The Natalie Cole Story de Robert Townsend : Maria Cole
- 2010 : Patricia Cornwell : Tolérance zéro (At risk) de Tom McLoughlin : Nana
- 2010 : Trompe-l'œil (The Front) de Tom McLoughlin : Nana

## Discographie
Sauf indication contraire ou complémentaire, les informations mentionnées dans cette section proviennent de la base de données Discogs.
- 1957 : Diahann Carroll Sings Harold Arlen Songs
- 1958 : Best Beat Forward
- 1959 : The Persian Room Presents Diahann Carroll
- 1959 : Porgy and Bess
- 1960 : Diahann Carroll and the André Previn Trio
- 1960 : Fun Life
- 1962 : Modern Jazz Quartet
- 1962 : Showstopper!
- 1963 : The Fabulous Diahann Carroll
- 1965 : A You're Adorable: Love Songs for Children
- 1967 : Nobody Sees Me Cry
- 1974 : Diahann Carroll
- 1978 : A Tribute to Ethel Waters
- 1993 : No Strings - Original Broadway Cast
- 1997 : The Time of My Life

## Distinctions

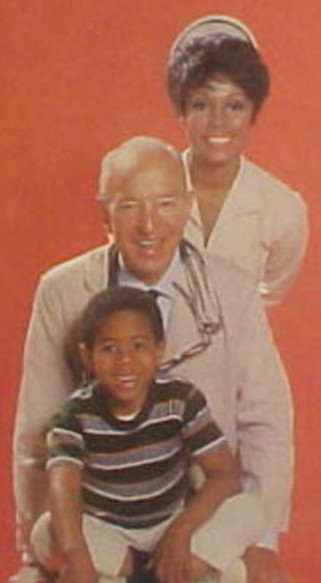
Photo promotionnelle de la série télévisée Julia : Diahann Carroll, Lloyd Nolan et Marc Copage.

Sauf indication contraire ou complémentaire, les informations mentionnées dans cette section proviennent des bases de données IMDb et IBDb.
- Depuis le 3 avril 1990, elle a sa propre étoile sur le trottoir très célèbre du quartier d'Hollywood à Los Angeles (Californie), le Walk of Fame.

### Récompenses
- Tony Awards 1962 : meilleure actrice dans une comédie musicale pour No Strings
- 26e cérémonie des Golden Globes 1969 : meilleure actrice dans une série télévisée pour Julia
- NAACP Image Awards 1975 : meilleure actrice pour Claudine
- Women in Film Crystal Awards 1992 : Crystal Award
- Women in Film Lucy Awards 1998 : Lucy Award
- Black Reel Awards 2001 : meilleure actrice de télévision dans un second rôle pour Sally Hemings: An American Scandal
- TV Land Awards 2003 : Groundbreaking Show pour Julia
- Essence Black Women in Hollywood 2009 : Honoree

### Nominations
- Primetime Emmy Awards 1963 : meilleure actrice invitée dans une série télévisée dramatique pour Naked City
- Primetime Emmy Awards 1969 : meilleure actrice dans une série télévisée comique pour Julia
- 27e cérémonie des Golden Globes 1970 : meilleure actrice dans une série télévisée musicale ou comique pour Julia
- 32e cérémonie des Golden Globes 1975 : meilleure actrice dans un film musical ou une comédie pour Claudine
- 47e cérémonie des Oscars 1975 : meilleure actrice pour Claudine
- Primetime Emmy Awards 1989 : meilleure actrice invitée dans une série télévisée comique pour Campus Show
- Daytime Emmy Awards 1999 : meilleure performance dans un programme pour enfants dans The Sweetest Gift
- NAACP Image Awards 2000 : meilleure actrice dans une mini-série ou un téléfilm pour Having Our Say: The Delany Sisters' First 100 Years
- NAACP Image Awards 2005 : meilleure actrice dans un second rôle dans une série télévisée pour Soul Food
- Primetime Emmy Awards 2008 : meilleure actrice invitée dans une série télévisée dramatique pour Grey's Anatomy
- Indie Series Awards 2011 : meilleure actrice invitée dans une série télévisée pour Diary of a Single Mom
- NAACP Image Awards 2012 : meilleure actrice dans un second rôle dans une série télévisée dramatique pour FBI: Duo très spécial
- NAACP Image Awards 2014 : meilleure actrice dans un second rôle dans une série télévisée dramatique pour FBI: Duo très spécial